# Kiss Kálmán (mezőgazdász)
Kiss Kálmán (Úny, 1924. június 21. – Szombathely, 2000. november 6.) mezőgazdász, tanár, a vépi Agrártörténeti Emlékek Gyűjteményének megalapítója.

## Életpályája
Úny községben született. Középfokú tanulmányait az esztergomi ferences rendi gimnáziumban végezte. A gimnázium elvégzése után a Mosonmagyaróvári Agrártudományi Egyetemre iratkozott be, ott szerzett mezőgazdasági mérnöki diplomát. Első munkahelye a móri gépállomás volt, majd a lepsényi gépállomás gazdászának nevezték ki. 1949 januárjában  Szombathelyre került.
Alig 25 évesen Vas vármegye főagronómusa lett, ezt a posztot öt éven át betöltötte. 1949-ben megnősült. 1953-ban feleségével együtt mindketten beiratkoztak a budapesti Agrártudományi Egyetem Tanárképző Intézetébe és megszerezték a mezőgazdasági tanári oklevelet is. Szombathelyen helyezkedtek el a Mezőgazdasági Technikumban. Kiss Kálmán a technikum kihelyezett tagozatain (Jánosháza, Őriszentpéter, Sárvár, Szentgotthárd) tanított.
1967-től 1985-ig, vagyis nyugállományba vonulásáig a Vépi Mezőgazdasági Szakmunkásképző és Munkástovábbképző Intézetben állattenyésztés és üzemszervezés tantárgyakat oktatott.

## Az agrártörténeti gyűjtemény kialakítása
1973-ban Vépen megalakította tanárokból és diákokból a Magyar Mezőgazdasági Múzeum első vidéki baráti körét.
1975-ben a Vépi Mezőgazdasági Szakmunkásképző és Munkástovábbképző Intézet igazgatója a Mezőgazdasági Múzeum helyi baráti körének részére  termet biztosított, hogy kiállítássá rendezhessék és bővíteni tudják honismereti gyűjteményüket. Ezért gyűjtési útmutatót állított össze és sokszorosíttatott, amelyet egy felhívással együtt elküldött az első éves diákok szüleinek. A gyűjtemény leltározásában hivatásos szakember, Nováki Gyula régész is segítségükre állt. Míg 1975-ben még csak 250 tárgyból, 1982-ben már közel 3000, szakszerűen nyilvántartott műtárgyból állt a gyűjtemény. 1989 októberében – hosszú előkészítő munka után – a mezőgazdasági emlékházat a széles közönség előtt is megnyitották.
Kiss Kálmán nyugdíjba menése után továbbra is folytatta az intézmény gyűjteményének szervezését és gyűjtőmunkájának irányítását.

## Cikkei, kéziratai, kötete
Cikkei megjelentek többek között a Vasi Honismereti Közleményekben, a Vas Népe napilapban, a Honismeret, a Szakoktatás, a Magyar Mezőgazdaság című folyóiratokban és a Burgenlandische Heimatblätterben.
Agrártörténeti, történeti, etnográfiai témájú kéziratai megtalálhatók a Savaria Múzeum Néprajzi Adattárában és a Berzsenyi Dániel Megyei Könyvtárban. Élete végén kéziratban maradt írása: "Az alsó és középfokú mezőgazdasági szakoktatás története 1763–1986" (1998).
Cikkei:
- Csáky Krisztina, a "Vépi Vénusz". Vasi honismereti és helytörténeti közlemények, 1988. 1. sz. 29-31. p.
- Tyúkászok, tikászok Nyugat-Magyarországon. Honismeret, 1992. 6. sz. 73-76. p.

Önálló kötete: A vépi vár és lakóinak története (1995).